# Festival Händel de Londres

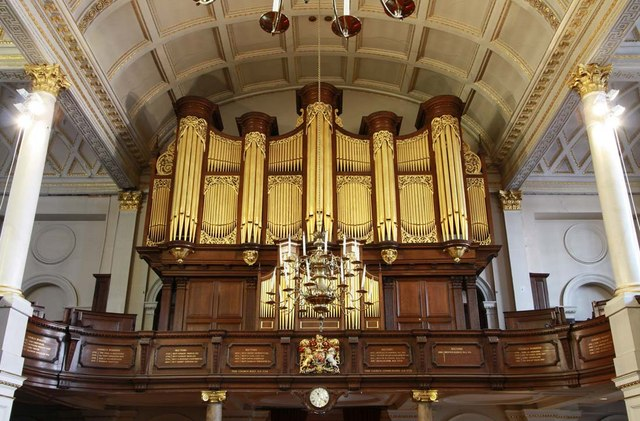
L'orgue de l'església de St. George, a la Hanover Square el 2009. Recentment sigut reformat amb criteris històrics per Richards, Fowkes & Co.

El Festival Händel de Londres (en anglès, London Handel Festival) és un esdeveniment de música anual que centra la seva programació en les obres de Georg Friedrich Händel. El festival també presenta obres d'altres compositors. També s'inclou una competició de cant sobre peces de Händel (Handel Singing Competition).

## Descripció
Fou fundat per Denys Darlow, que en va ser el director musical fins al 1999 quan fou substituït per Laurence Cummings. Des del 2011 Cummings combina la seva tasca de Londres com a director artístic del Festival internacional Händel de Göttingen, a Alemanya.
Un lloc habitual on es fan els concerts és l'església a la qual el compositor assistia, la de St. George, a Hanover Square, prop de la seva casa a Brook Street. L'orgue original fou acabat el 1725, però al llarg dels anys l'instrument ha estat reconstruït més d'una vegada. Un orgue de cambra de Goetze i Gwynn també està disponible per als concerts del festival.
Les produccions d'òperes de Händel es realitzen al Britten Theatre, a la Royal College of Music. El local té 400 places. El 2019 va haver-hi una producció conjunta de Berenice amb el Linbury Theatre de la Royal Opera House, un teatre d'una mida similar al Britten Theatre.